# مايك بلوم (لاعب كرة قدم كندية)
مايك بلوم هو لاعب كرة قدم كندية كندي، ولد في 24 أكتوبر 1943 في أوتاوا في كندا، وتوفي في 15 ديسمبر 2008 في تورونتو في كندا.